# Emilia Fogelklou
Emilia Fogelklou, née le 20 juillet 1878 à Simrishamn et morte le 26 septembre 1972 à Uppsala, est une théologienne et femme de lettres suédoise. Elle fut en 1909 la première femme licenciée en théologie de son pays.

## Biographie
Après avoir étudié à l'école normale pour femmes, Emilia Fogelklou passe son baccalauréat et poursuit ses études à l'université d'Uppsala. Elle obtient une licence de lettres en 1906 puis devient en 1909 la première femme licenciée en théologie de Suède. Lorsqu'en 1941 l'université d'Uppsala lui décerne le titre de docteur honoris causa en théologie, il s'agit là encore d'une première pour une femme en Suède.
Emilia Fogelklou occupe différents postes d'enseignement, entre autres à l'école normale de Kalmar. Elle met toutefois un terme à sa carrière d'enseignante en 1923 pour se consacrer à l'écriture et à une activité de conférencière. Elle prend part très tôt au mouvement pacifiste, se rendant en 1915 à La Haye pour le premier congrès de la Ligue internationale des femmes pour la paix et la liberté, et fonde après la Seconde Guerre mondiale la section suédoise du Service civil international, en compagnie notamment de Per Sundberg. Elle collabore à Birkagården, une maison d'accueil créée à Stockholm par Natanael Beskow sur le modèle du settlement movement anglo-saxon. Elle est très liée au groupe de Fogelstad qui, réunissant entre autres les féministes Elisabeth Tamm, Honorine Hermelin, Kerstin Hesselgren et Elin Wägner, est à l'origine du magazine féminin Tidevarvet (« L'Époque »). En 1932, elle rejoint les quakers, dont elle apprécie le non-dogmatisme.
Ses écrits sur la religion, qui couvrent de nombreux domaines, ont un grand impact. Son autobiographie en deux volumes — Barhuvad (« Tête-nue », 1950) et Resfärdig (« Prête pour le voyage », 1954) — occupe aussi une place de choix dans son œuvre. En 1922, elle épouse le géographe culturel Arnold Norlind, qui décède sept ans plus tard. Elle lui consacre un livre, simplement intitulé Arnold. Publié pour la première fois en 1944, l'ouvrage est réédité en 1976 et 2009. Sa correspondance suscite aussi un grand intérêt, et les lettres qu'elle échangeait avec Elin Wägner sont éditées en 1989 par Gunnel Vallquist sous le titre Kära Ili, käraste Elin (« Chère Ili, très chère Elin »).

## Prix et récompenses
- Grand prix des Neuf 1932.

## Sources
- (sv) Lena Månsson. Emilia Fogelklou, en modern teolog, en klassisk mystiker. Tidningen Kulturen. 4 janvier 2011.
- (sv) Malin Bergman Andrews. Emilia Fogelklou, människan och gärningen : en biografi. Artos. 1999.  (ISBN 91-7580-186-8).
- (sv) Ingrid Meijling Bäckman. Den resfärdiga : studier i Emilia Fogelklous självbiografi. B. Östling. Symposion. 1997.  (ISBN 91-7139-358-7).